# Комлево (городской округ Коломна)
Комлево — деревня в городском округе Коломна Московской области. До 2017 года относилась к Заруденскому сельскому поселению Коломенского района. Население — 3 чел. (2010).

## География
Расположена на реке Щелинка. В настоящее время фактически слилась с деревней Сурино. 

## Население
| 2002 | 2006 | 2010 |
| ---- | ---- | ---- |
| 8    | ↘5   | ↘3   |

Основное население обоих населённых пунктов — дачники.

## Люди, связанные с деревней
- Давыд Яковлевич Кузьминов (1890-16.11.1937) — православный священник, псаломщик, расстрелян во времена репрессий на полигоне в Бутове.